# 京都府道618号上世屋内山線
京都府道618号上世屋内山線（きょうとふどう618ごう かみせやうちやません）は、京都府宮津市から京丹後市に至る一般府道である。

## 概要
宮津市字上世屋から京丹後市大宮町延利に至る。
宮津市北部の世屋高原付近と京丹後市大宮町東部の五十河（いかが）地区を連絡する路線である。1 - 1.5車線程度の狭隘な未改良区間が残る。
不通区間が存在し、その起点側の終点である駒倉は廃村されており、人家もないため、京都府道75号浜丹後線と丹後縦貫林道を連絡する以外に用途がない。一方の多くが重複区間となっている終点側は小野小町終焉の地の伝説があり、沿線には墓所とされる小町塚や公園として整備された小町公園がある。

### 路線データ
- 起点：宮津市字上世屋（世屋高原口交差点、京都府道75号浜丹後線交点）
- 終点：京丹後市大宮町延利（延利桜木交差点、京都府道53号網野岩滝線交点、京都府道617号上延利線終点、京都府道655号味土野大宮線上）
- 総延長：5.4773 km[注釈 1][3]
- 不通区間
  - 宮津市字上世屋 - 宮津市字駒倉（2011年（平成23年）4月11日 - [1]）

路面段差が発生したため。この影響で丹後縦貫林道への連絡も不可能[4]になっている。
  - 宮津市字駒倉 - 京丹後市大宮町五十河

## 路線状況
宮津市字駒倉から京丹後市大宮町五十河にかけて不通区間が存在する。起終点間を迂回する代用ルートとしては丹後縦貫林道が挙げられるが、工事によって通行止になっていることがあるため、利用の際は事前に確認が必要である。
また、ゼンリン、昭文社、iPCのいずれの地図にも駒倉から京丹後市弥栄町須川字味土野にある京都府道75号浜丹後線と京都府道655号味土野大宮線との交点まで抜け道があるかのように描かれているが、廃道になっており、大変危険である。
なお、2012年（平成24年）8月現在、一部区間で災害による通行止が1年以上にわたって発生しているため、利用の際は事前に確認が必要である。

### 重複区間
- 京都府道655号味土野大宮線（京丹後市大宮町五十河 - 京丹後市大宮町延利・延利桜木交差点（終点））
- 京都府道617号上延利線（京丹後市大宮町五十河・五十河新宮交差点 - 京丹後市大宮町延利・延利桜木交差点（終点））

## 地理
不通区間を挟んだ起点側は山中を西に向かう。一方の終点側は、竹野川源流に沿って南下する。

### 通過する自治体
- 京都府
  - 宮津市 - 京丹後市

### 交差する道路
| 交差する道路                                                                                     | 市町村名 | 交差する場所 | 交差する場所            |
| ------------------------------------------------------------------------------------------------ | -------- | ------------ | ----------------------- |
| 京都府道75号浜丹後線                                                                             | 宮津市   | 字上世屋     | 世屋高原口交差点 / 起点 |
| 未供用区間                                                                                       |          |              |                         |
| 京都府道655号味土野大宮線 重複区間起点                                                           | 京丹後市 | 大宮町五十河 |                         |
| 京都府道617号上延利線 重複区間起点                                                               | 京丹後市 | 大宮町五十河 | 五十河新宮交差点        |
| 京都府道53号網野岩滝線 京都府道617号上延利線 重複区間終点 京都府道655号味土野大宮線 重複区間終点 | 京丹後市 | 大宮町延利   | 延利桜木交差点 / 終点   |

### 沿線
自然
- 世屋高原

史跡
- 駒倉廃村の碑
- 小町塚（小野小町の墓）

神社・仏閣
- 妙性寺
- 中原神社
- 霧ノ宮神社

余暇・観光
- 小町公園